# Baron Holand
Baron Holand war ein erblicher britischer Adelstitel, der zweimal als Barony by writ in der Peerage of England geschaffen wurde.

## Verleihungen
Erstmals wurde er Titel am 29. Juli 1314 an Sir Robert de Holand verliehen, indem dieser durch Writ of Summons ins englische Parlament berufen wurde. Seine Urenkelin, die 3. Baroness heiratete um 1372 John Lovel, 5. Baron Lovel, wodurch ihr Enkel William Lovel, 7. Baron Lovel 1420 die Titel Baron Lovel und Baron Holand vereinigte. Dessen Enkel, der 8. Baron Lovel und 5. Baron Holand wurde am 4. Januar 1483 auch zum Viscount Lovel erhoben. In den Rosenkriegen kämpfte er auf die Seite des Hauses York und bekam deshalb 1485 seine Titel wegen Hochverrats aberkannt.
Parallel zur ersten Verleihung wurde am 15. März 1354 ein weiterer Titel Baron Holand geschaffen, indem auch der zweite Sohn des 1. Barons erster Verleihung, Sir Thomas Holland, durch Writ of Summons ins Parlament berufen wurde. Er wurde am 20. November 1360 auch zum Earl of Kent erhoben. Sein Sohn, der 2. Earl, erbte 1385 von seiner Mutter auch den Titel 6. Baron Wake. Dessen ältester Sohn, der 3. Earl, wurde am 29. September 1397 auch zum Duke of Surrey erhoben. Das Dukedom erlosch bei dessen kinderlosen Tod 1400. Die übrigen Titel fielen an dessen Bruder, den 4. Earl. Bei dessen Tod 1408 erlosch das Earldom und die beiden Baronien fielen in Abeyance zwischen seinen sechs Schwestern bzw. deren Nachkommen.

## Barone Holand, erste Verleihung (1314)
- Robert de Holand, 1. Baron Holand (1290–1328)
- Robert de Holand, 2. Baron Holand (1312–1373)
- Maud Holand, 3. Baroness Holand (1356–um 1420)
- William Lovel, 7. Baron Lovel, 4. Baron Holand (1397–1454)
- John Lovel, 8. Baron Lovel, 5. Baron Holand (1432–1465)
- Francis Lovel, 1. Viscount Lovel, 6. Baron Holand (1465–1495) (Titel verwirkt 1485)

## Barone Holand, zweite Verleihung (1354)
- Thomas Holland, 1. Earl of Kent, 1. Baron Holand (1314–1360)
- Thomas Holland, 2. Earl of Kent, 2. Baron Holand, (1350–1397)
- Thomas Holland, 1. Duke of Surrey, 3. Baron Holand (1374–1400)
- Edmund Holland, 4. Earl of Kent, 4. Baron Holand (1384–1408) (Titel abeyant 1408)